# Карены

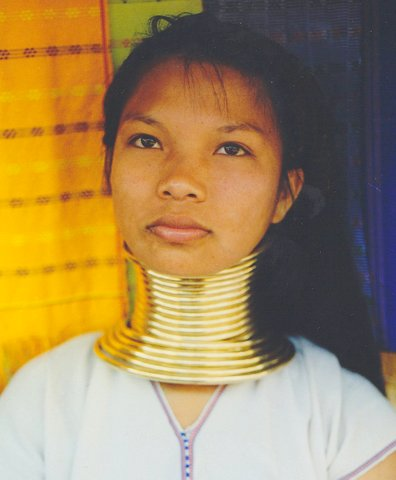
Каренская женщина в шейном украшении

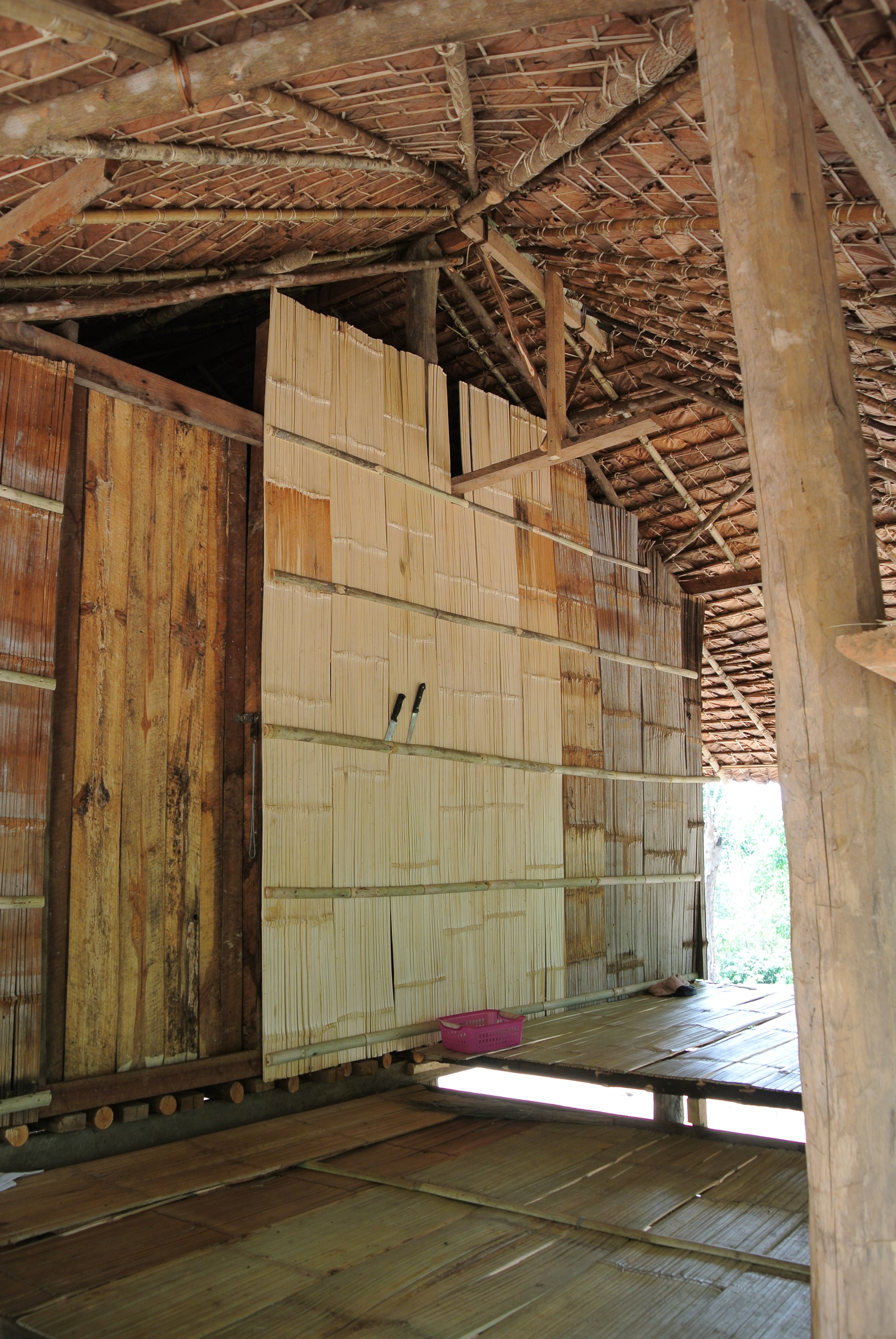
Вход в каренский дом; северный Таиланд

Каре́ны (самоназв. Pwa Ka Nyaw Po / пва-ка-ньо-по, ကရင်လူမျိုး, кайин-лумьу; мон. кареанг, (тайск. กะเหรี่ยง)/карианг или янг) — группа народов на юге и юго-востоке Мьянмы (штаты Карен, Кая, Мон и Шан, административные области Иравади, Пегу и Танинтайи) и северо-западе Таиланда.
Говорят на каренских языках, входящих в тибето-бирманскую подсемью.
Общая численность — от 5 до 7,4 млн человек (по оценке 2008 года). Большинство каренов исповедуют буддизм, около 20 % — христианство, часть сохраняют традиционные верования.

## Состав
К северным каренам относятся пао (таунду) — свыше 700 тыс. человек на юго-западе штата Шан.
Центральные карены (бве) делятся на:
- Падаунг, которые включают:
  - падаунг (каян) — свыше 50 тыс. человек на северо-западе штата Кая, на севере штата Карен и на юго-западе штата Шан и близкие к ним
  - лахта — 10 тыс. человек на юге штата Шан;
  - гекхо (геку) — 13 тыс. человек на севере штата Карен, западе штата Кая и юго-западе штата Шан;
  - йинбо (самоназв. ка-нган) — 10 тыс. человек на востоке штата Шан;
  - заейн (латха) — 10 тыс. человек на юге штата Шан.
- Западных каренов, которые включают:
  - геба (белые карены) — 10 тыс. человек в районе г. Тандаун и Тауннгу на севере Пегу и штата Карен;
  - бве (блимо) — свыше 20 тыс. человек на западе штата Кая;
  - бре (брек, пре, самоназв. кэйо) — свыше 20 тыс. человек на юго-западе штата Кая и северо-востоке штата Карен.
- Восточных каренов, которые включают:
  - кая (красные карены, каренни) — свыше 530 тыс. человек в штате Кая, на севере штата Карен и свыше 100 тыс. человек в Таиланде;
  - йинтале — 10 тыс. человек на юге штата Кая;
  - маны (ману, самоназв. пыны) — 10 тыс. человек на западе штата Кая.

Южные карены включают:
- сго (сако кайин, сахво кайин, бама кайин — «бирманские карены») — 1,8 млн человек в дельте Иравади, горах Пегу, на севере штата Карен и ок. 360 тыс. человек в Таиланде; сго включают группы:
  - мопва (монепва, могва, паку, палаичи) — 7,2 тыс. человек на западе на обл. Кая),
  - вево (wewaw),
  - монепва и др.;
- пво (пхо; самоназвание пхлоун, поу кайин, мун кайин — «монские карены»):
  - западные — свыше 220 тыс. человек в дельте Иравади,
  - восточные — 1,1 млн человек в штатах Карен и Мон и на юге области Танинтайи;
  - до 100 тыс. северных и восточных пво живут в Таиланде.

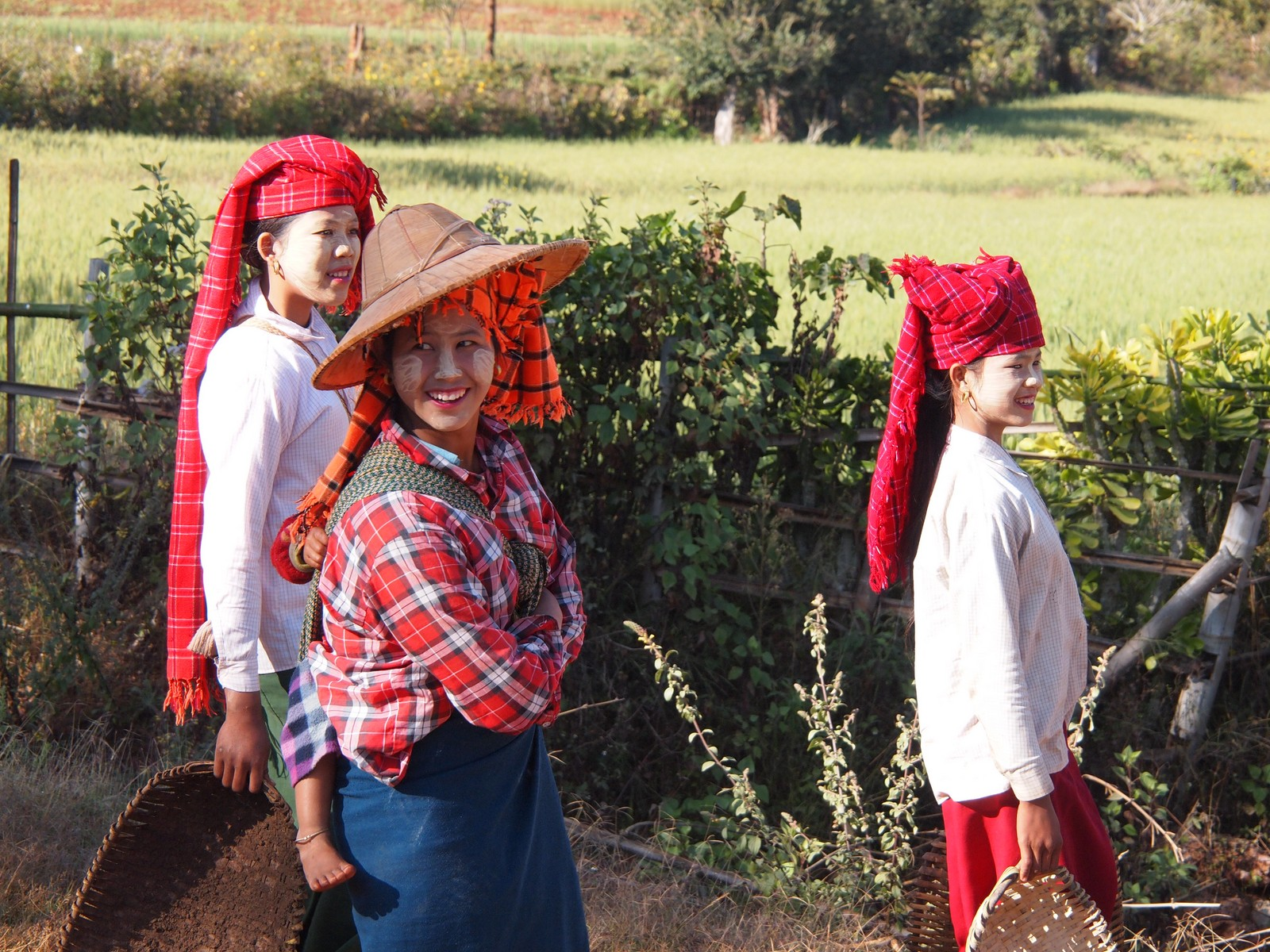
Пао
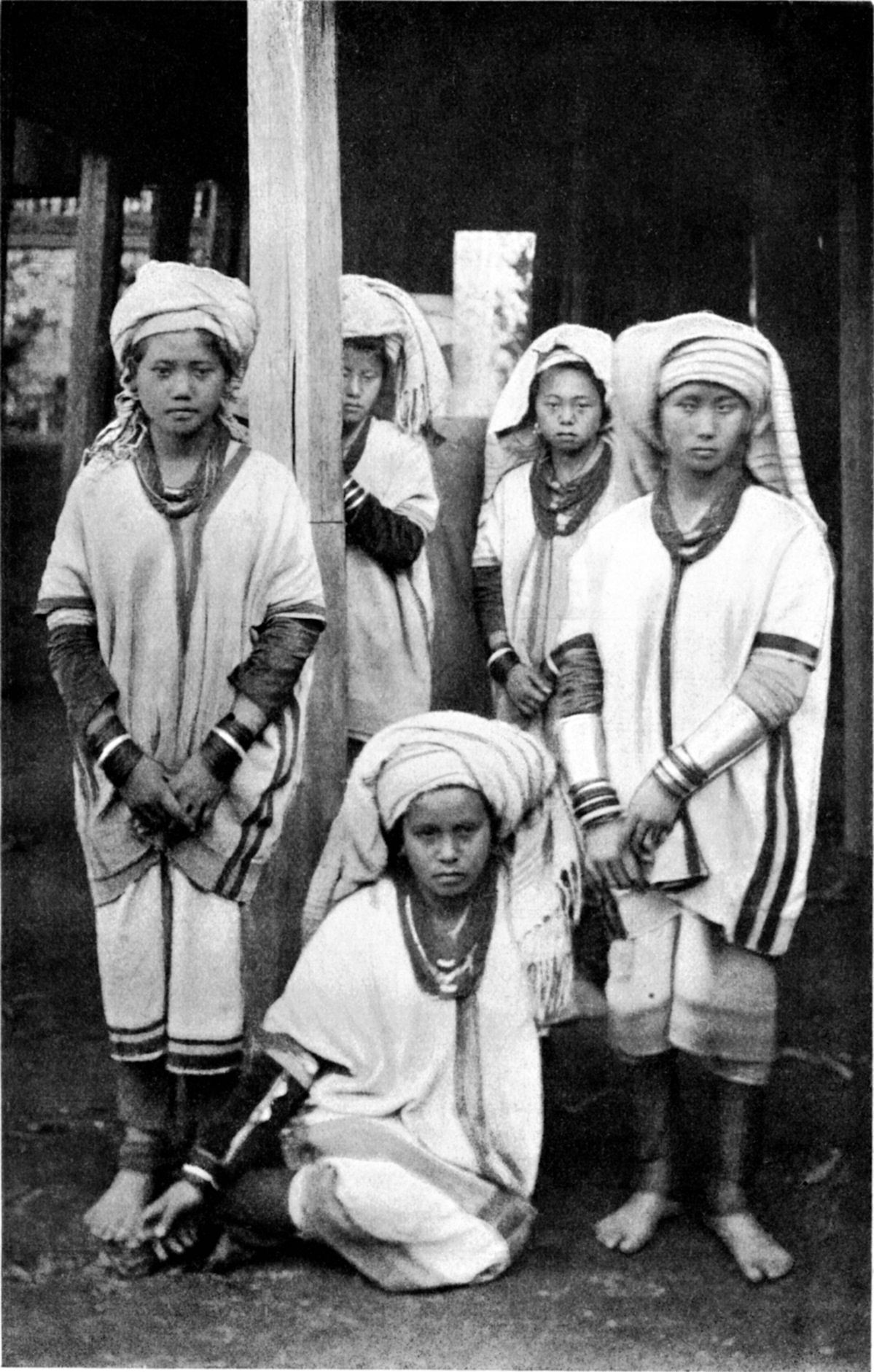
Заейн (лахта)
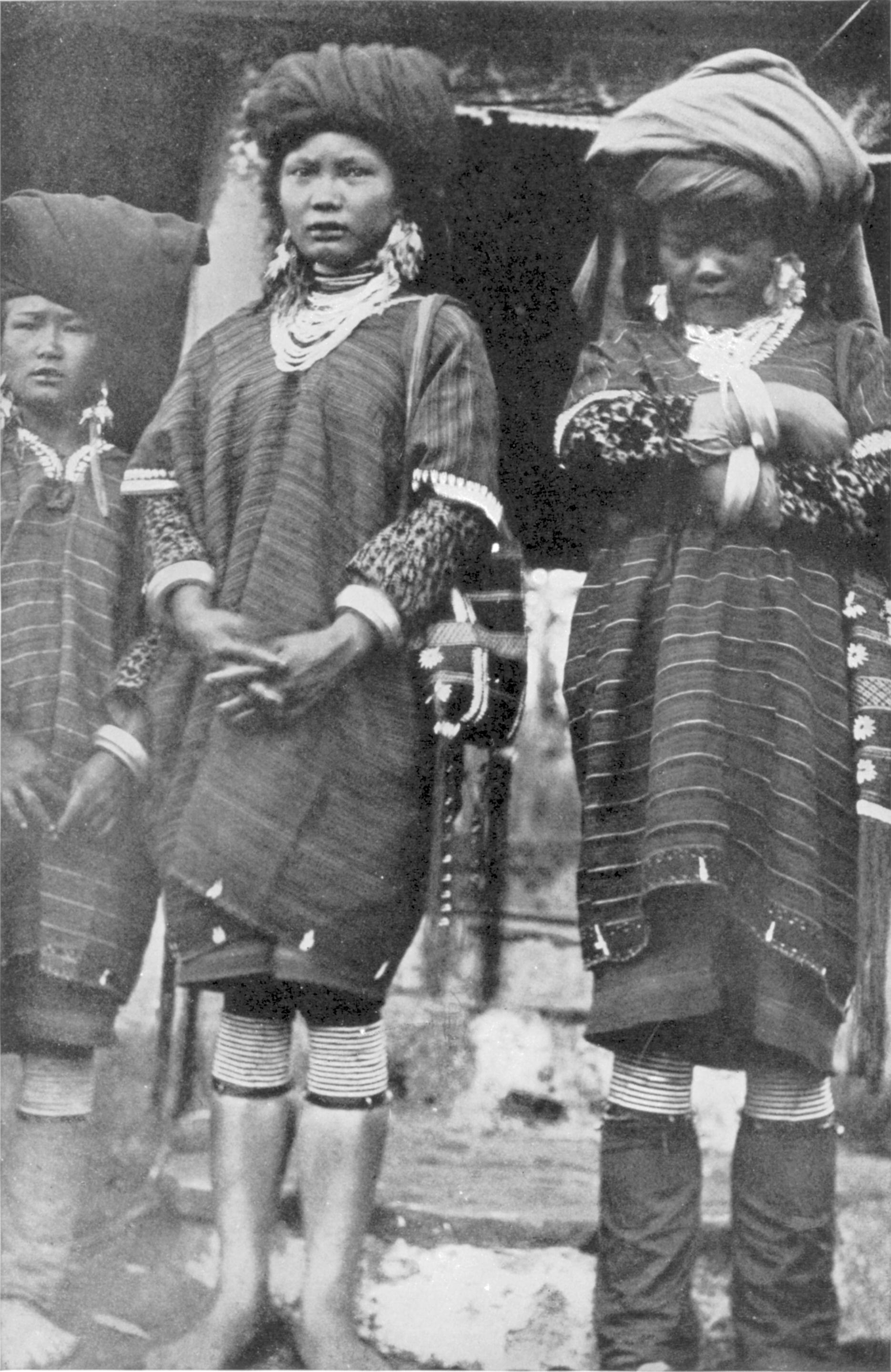
Таунгу
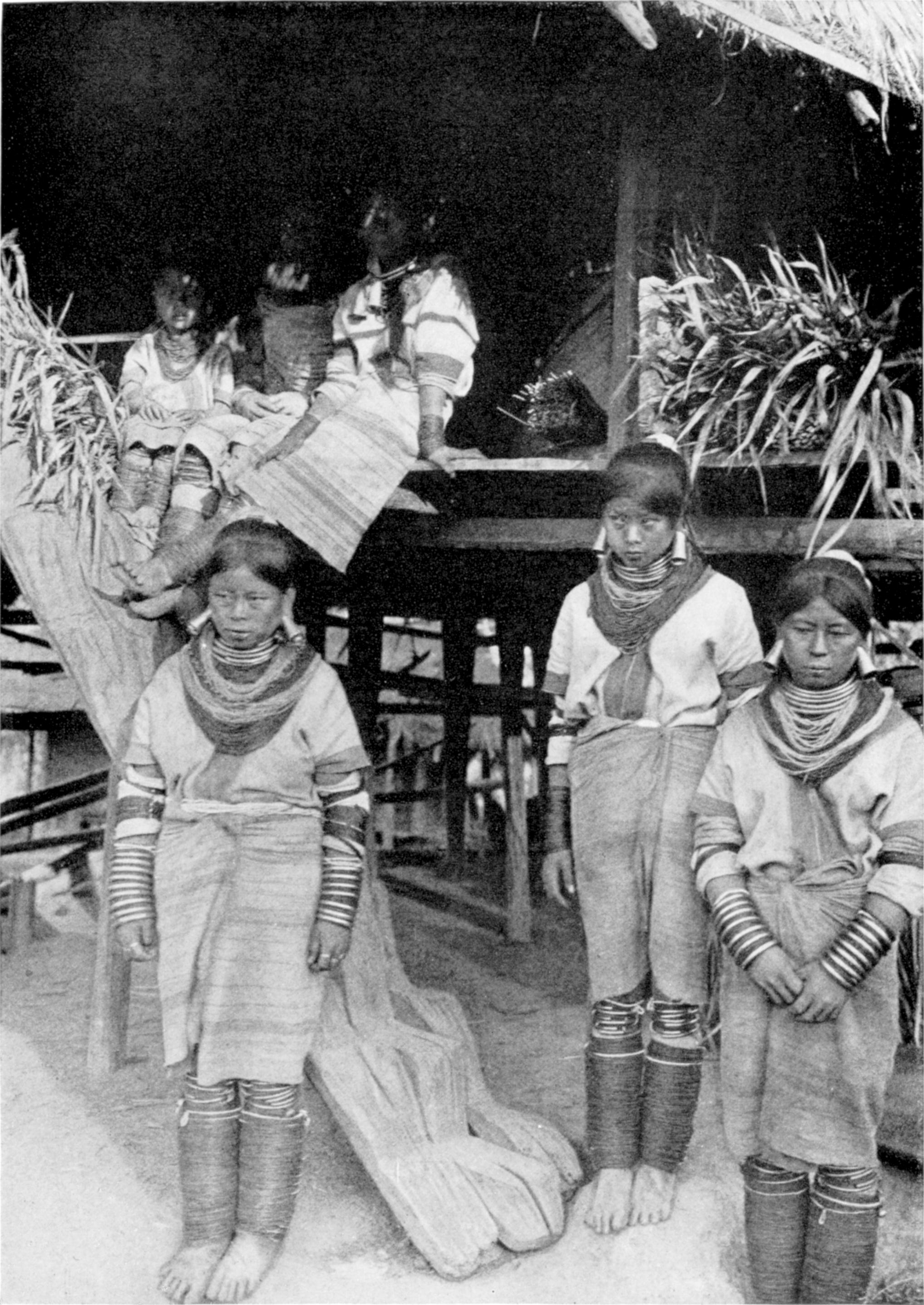
Женщины-геба
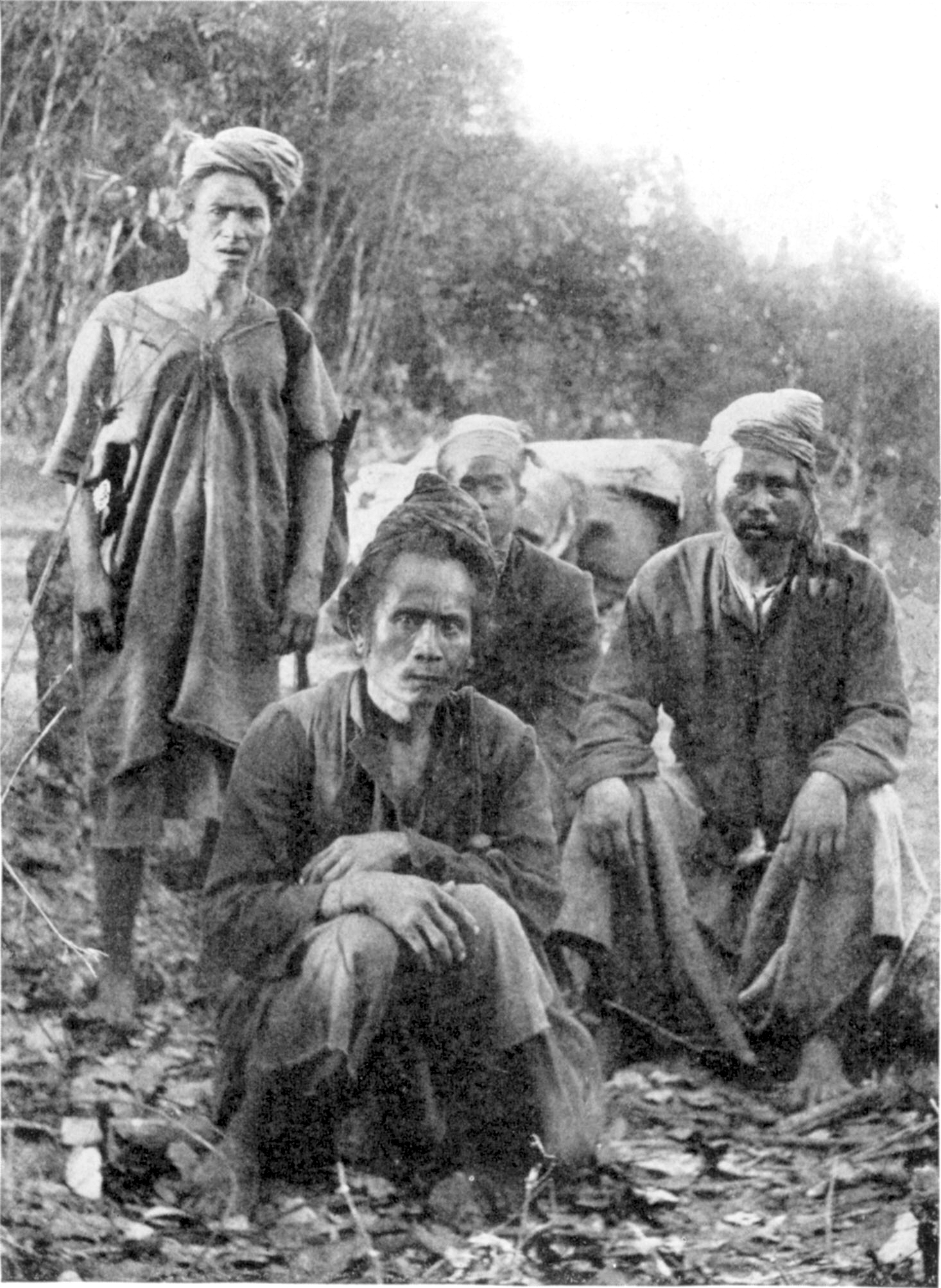
Мужчины-торговцы, принадлежащие к геба
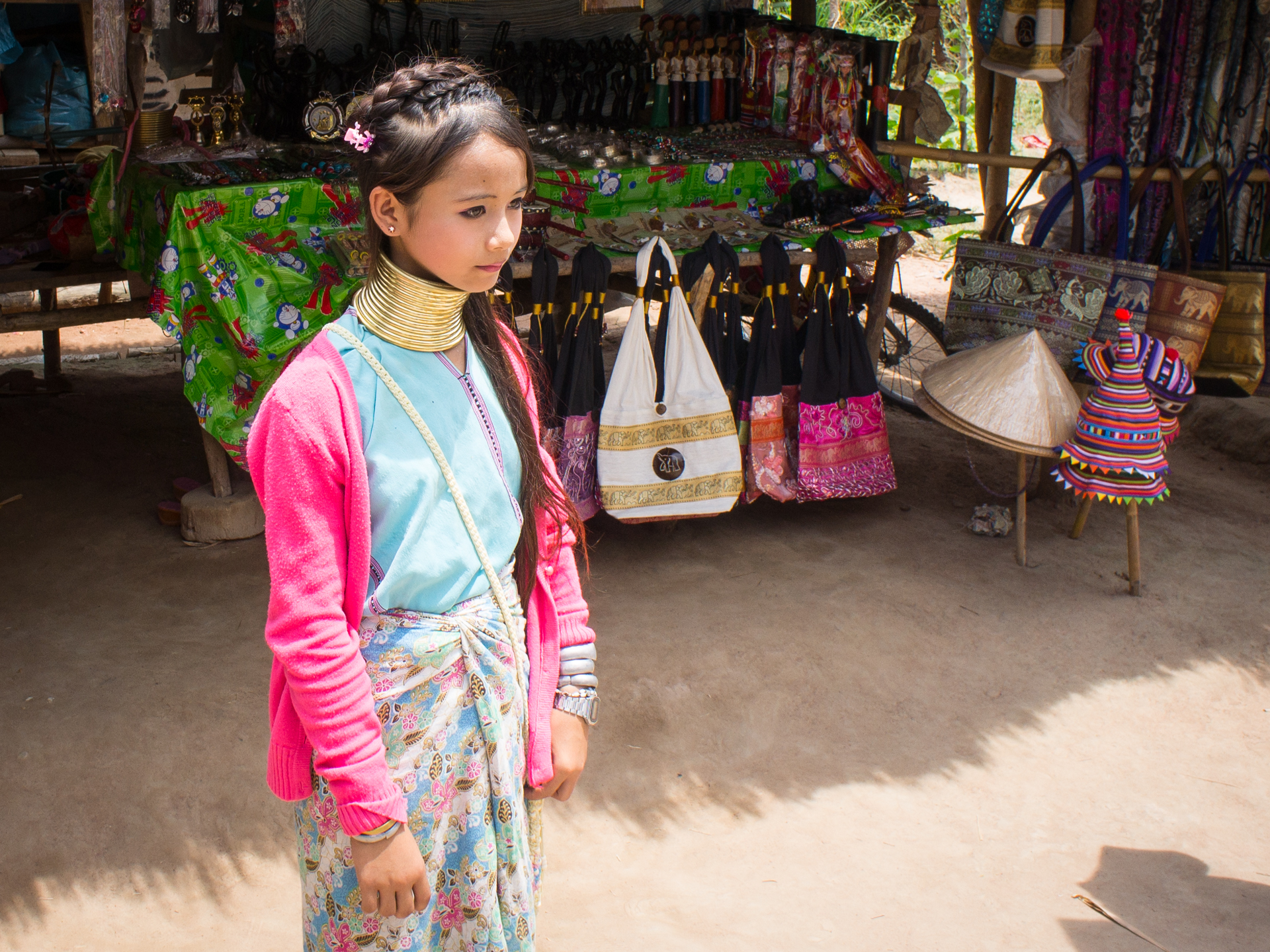
Девочка-падаунг с кольцами на шее в деревне недалеко от города Аюттхая в Таиланде
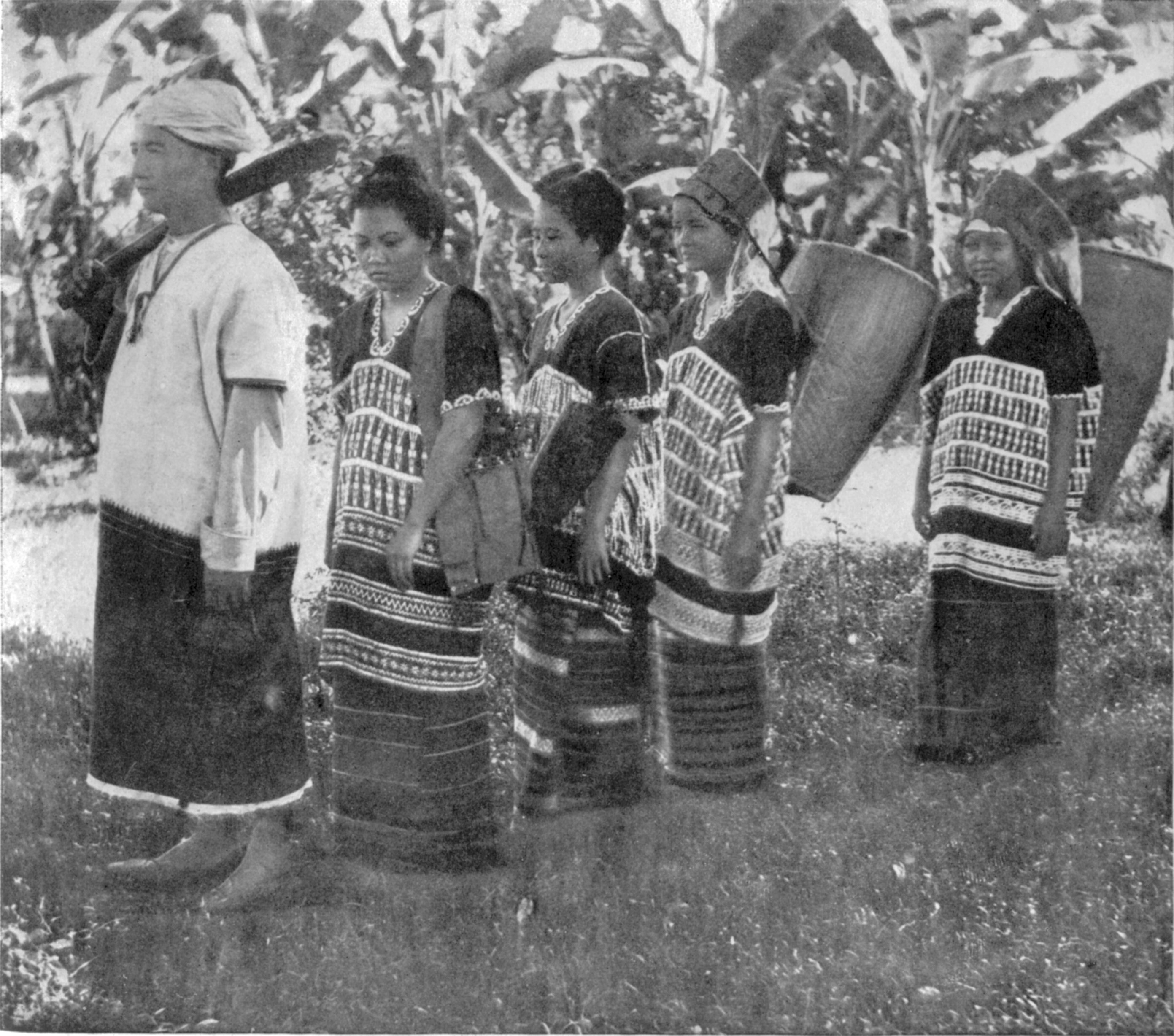
Карены с юга Мьянмы
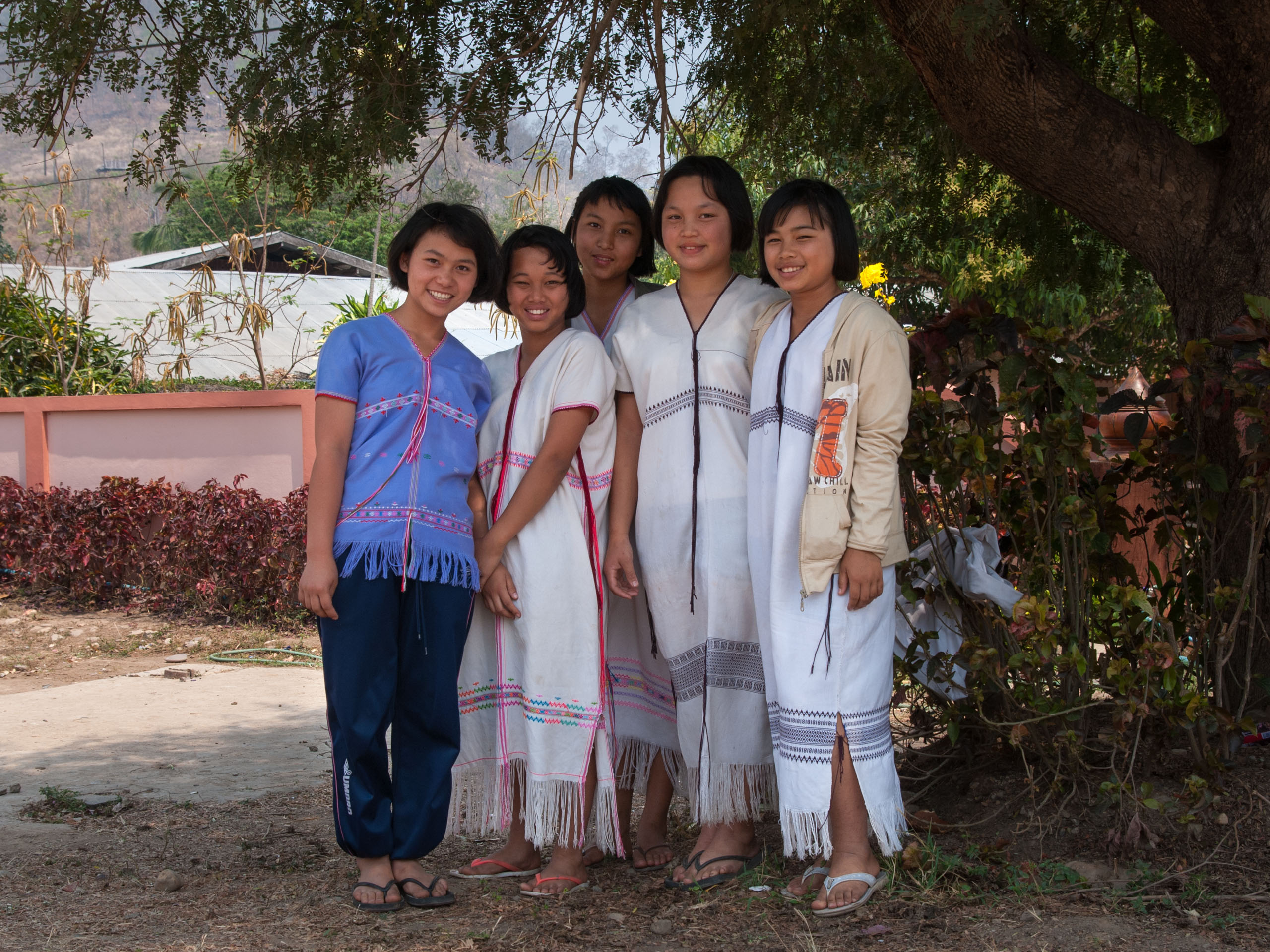
Сго из Кхунъюама[англ.], тайская провинция Мэхонгсон
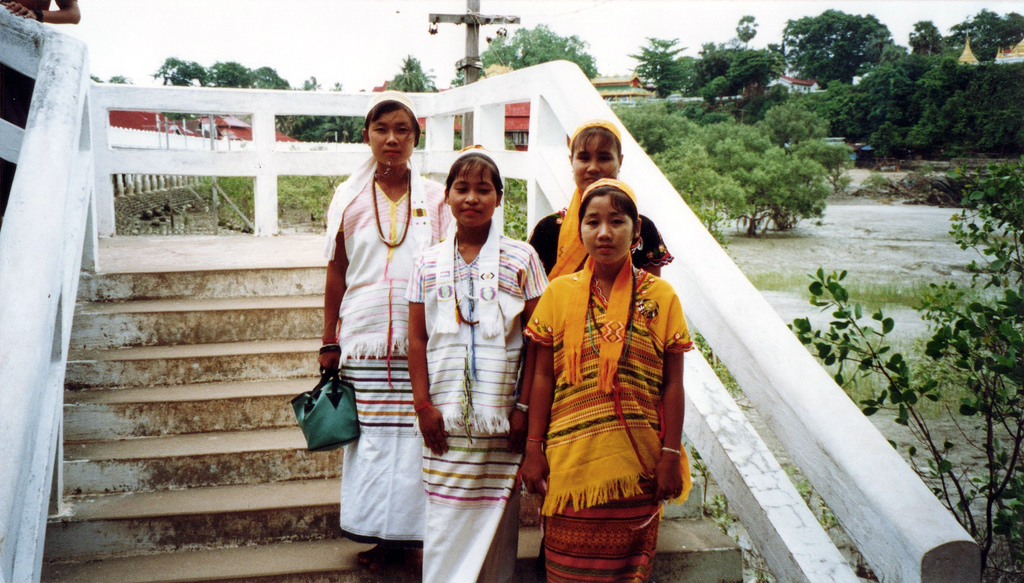
Каренские женщины из Чжиккхами[англ.], штат Мон

## История

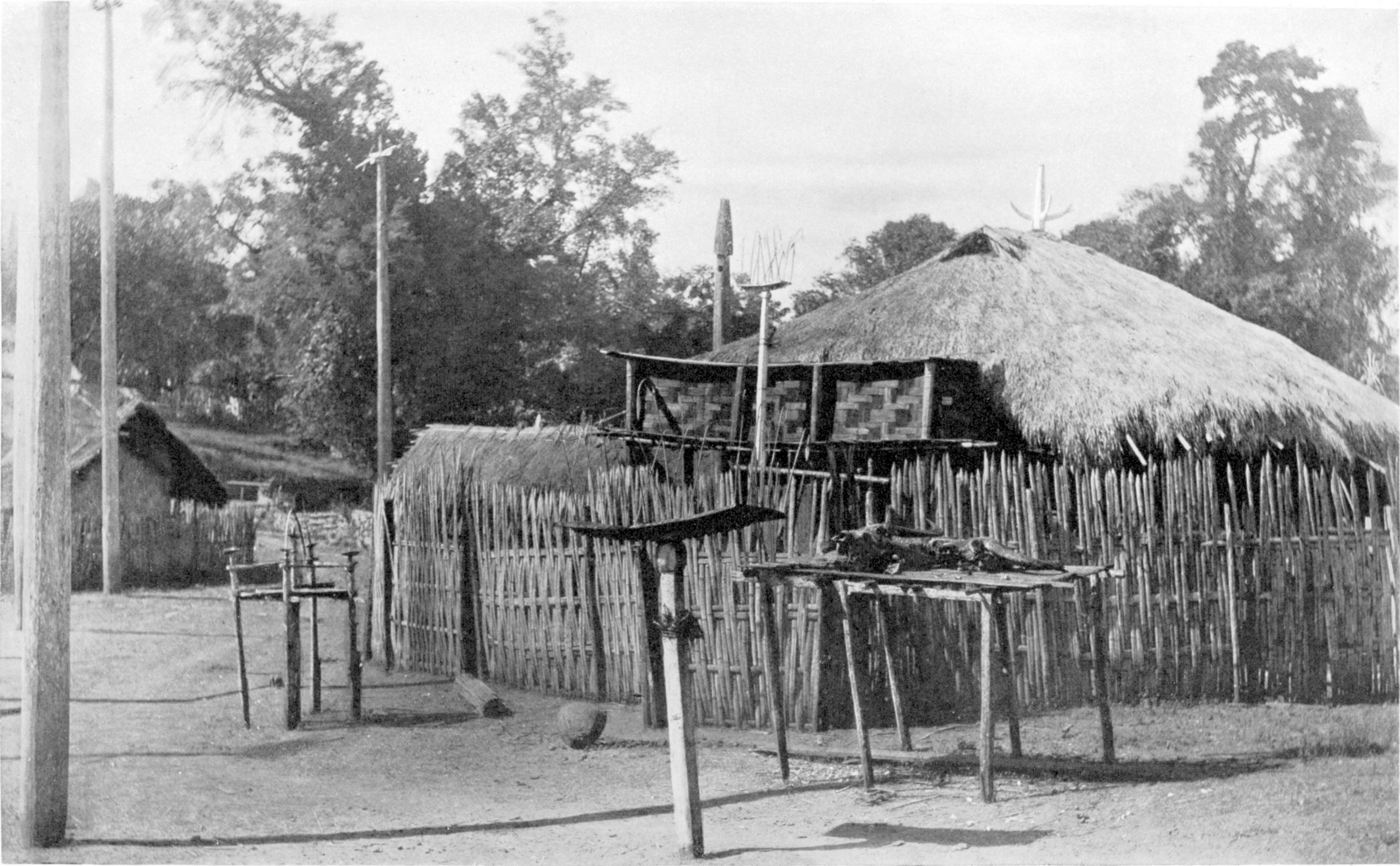
Краснокаренский алтарь для жертвоприношений, 1922 год

У кая существовали княжества Кантаравадди, Чебоджи и Болакхе.
Занимали пограничное положение между равнинными (бирманцами, тайцами и монами) и горными народами, обслуживали караванную торговлю, занимались работорговлей. Среди каренов распространены сепаратистские тенденции. С 1948 года действует Каренский национальный союз и его военное крыло — Каренская национально-освободительная армия. Военные конфликты с правительством Мьянмы вызвали эмиграцию каренов в Таиланд. В 1997 образована Организация каренской солидарности.
Традиционная культура типична для народов Юго-Восточной Азии. Занимаются земледелием (основная культура — рис), разводят быков и буйволов, в горах — коз. До середины XX в. сохранялись коллективная охота, в которой участвовало всё местное мужское население, отлов слонов. Развито плетение из бамбука и ротанга, у кая — горнорудное дело и бронзолитейное ремесло (в том числе изготовление священных барабанов пази с многолучевой розеткой и фигурками лягушек на верхней деке). Часть занимается отходничеством, работает на лесозаготовках и рудниках, живёт в городах.
Свайное жилище на побережье близко к бирманскому, в предгорьях — к шанскому, у кая — часто сдвоенное. В горах распространены поселения кучевой планировки, до конца XIX в. сохранялись длинные дома.
Одежда — саронг у мужчин (у кая — широкие штаны) и прямая сшитая юбка у женщин, прямозастежная куртка без рукавов; на севере костюм близок к шанскому. Мужчины носили повязку вокруг головы, у кая — с узлом над ухом. Женщины кая оборачивали тело полотнищем и подпоясывались длинным широким шарфом, конец которого перекидывался через плечо; на плечах носили шарф. В одежде ряда групп преобладал белый (т. н. белые карены) или чёрный (т. н. чёрные карены) цвет.
Распространены татуировки (в основном у мужчин), ножные и ручные браслеты и ожерелья-«воротники», удлиняющие шею, в виде спиралей из латунной проволоки (которая служила эквивалентом ценности) у женщин, особенно у падаунг. Поселения чаще эндогамны; существовал кольцевой коннубиум.
Основной праздник — Новый год (в декабре). Основные праздники кая — Праздник барабана (в конце апреля), Праздник роста бамбука, праздник урожая Дику (в октябре).